# Anisiá Kirdiápkina
Anisiá Biasýrivona Kirdiápkina, de soltera Kornikova (Анися Бясыровна Кирдяпкина, Saransk, 23 de octubre de 1989), es una atleta rusa especializada en marcha atlética.
Kirdiápkina ha ganado tres medallas en Campeonatos del Mundo. Obtuvo dos platas en el de Daegu 2011 y en Moscú 2013 y un bronce en Berlín 2009. En el Mundial de Berlín 2009 inicialmente había obtenido el 4º puesto pero la atleta rusa Olga Kanískina, ganadora de la prueba, fue descalificada el 24 de marzo de 2016 por el TAS acusada de dopaje. La IAAF anunció que las medallas serían redistribuidas en todas las competiciones bajo su control por lo que Kirdiápkina pasó del puesto 4º al 3º. En el Mundial de Daegu 2011 ocurrió similar, ya que inicialmente había obtenido la medalla de bronce pero tras la descalificación de la ganadora Olga Kanískina pasó a ganar la medalla de plata.
Además ha conseguido una medalla de oro en el Campeonato Europeo de Barcelona 2010. La rusa Olga Kanískina fue la ganadora pero tras su decalificación Kirdiápkina obtuvo el primer puesto.
También ha conseguido una medalla de oro en la Copa del Mundo de Marcha Atlética de Taicang 2014. También fue campeona en las universiadas de 2013 y 2015.
En el año 2012 acudió a los Juegos Olímpicos de Londres, finalizando en quinta posición en los 20 km.
Sus mejores registros están como sigue: en 10.000 m 43:27.20 (2007), en 10 km 42:59 (2007) y en 20 km 1h:25:09 (2011).
Está casada con el también marchador Serguéi Kirdiapkin.